# からだ救済体操
『からだ救済体操〜健康ダイエットVer.〜』（からだきゅうさいたいそう けんこうダイエットバージョン）は、2002年7月から同年9月までテレビ西日本で月曜 22:54 - 23:00に放送されたミニ番組である。青汁で知られるキューサイのPR番組である。

## 概要
黒色の全身タイツに身を包んだ謎の3人組「ツーボマン」が番組オリジナルの健康体操を踊っていたミニ番組。収録は中国語圏で行われており、地元住民たちも多数収録に参加し、ツーボマンと共に踊っていた。
バックで流れていた歌「からだ救済体操」は、ハロー!プロジェクトの楽曲も手がける渡部チェルが作曲し、橋幸夫が歌唱を担当したものである。ただ、この歌はCD化はおろか、橋のオフィシャルページでも紹介されていない。1番と2番の間には、邸淑恵（中国健康コンサルタント）の監修による体によいツボの紹介が行われていた。ナレーターは仲谷一志。
番組の最後には、キューサイの商品の一つである「ツージー」のCMが流れていた。